# Ужурський район
Ужурський район (рос. Ужурский район) — адміністративно-територіальна одиниця (район) та муніципальне утворення (муніципальний район) в південно-західній частині Красноярського краю Росії. Населення - 31 124 осіб (2020 рік).
Адміністративний центр - місто Ужур.

## Географія
Площа території - 4226 квадратних кілометрів.
Суміжні території:
- Північ: Назаровський район
- Схід: Балахтинський район
- Південь: Новоселовський район і Республіка Хакасія
- Захід: Шариповський район

## Історія
Утворений 4 квітня 1924 року.
В роки громадянської війни на території Ужурського і в найближчих до нього районах організувалося повстанський рух проти радянської влади під керівництвом місцевого козачого урядника Івана Соловйова. Надісланий більшовиками на боротьбу з ним Аркадій Гайдар (Голіков) хитрістю і обманом виманив його нібито на переговори, де Іван Соловйов був заарештований і убитий.

## Економіка
В економіці району представлено в основному сільське господарство - вирощування зернових та м'ясо-молочне тваринництво.